# Marche des fiertés en France
Pour des articles plus généraux, voir LGBT en France et Marche des fiertés.

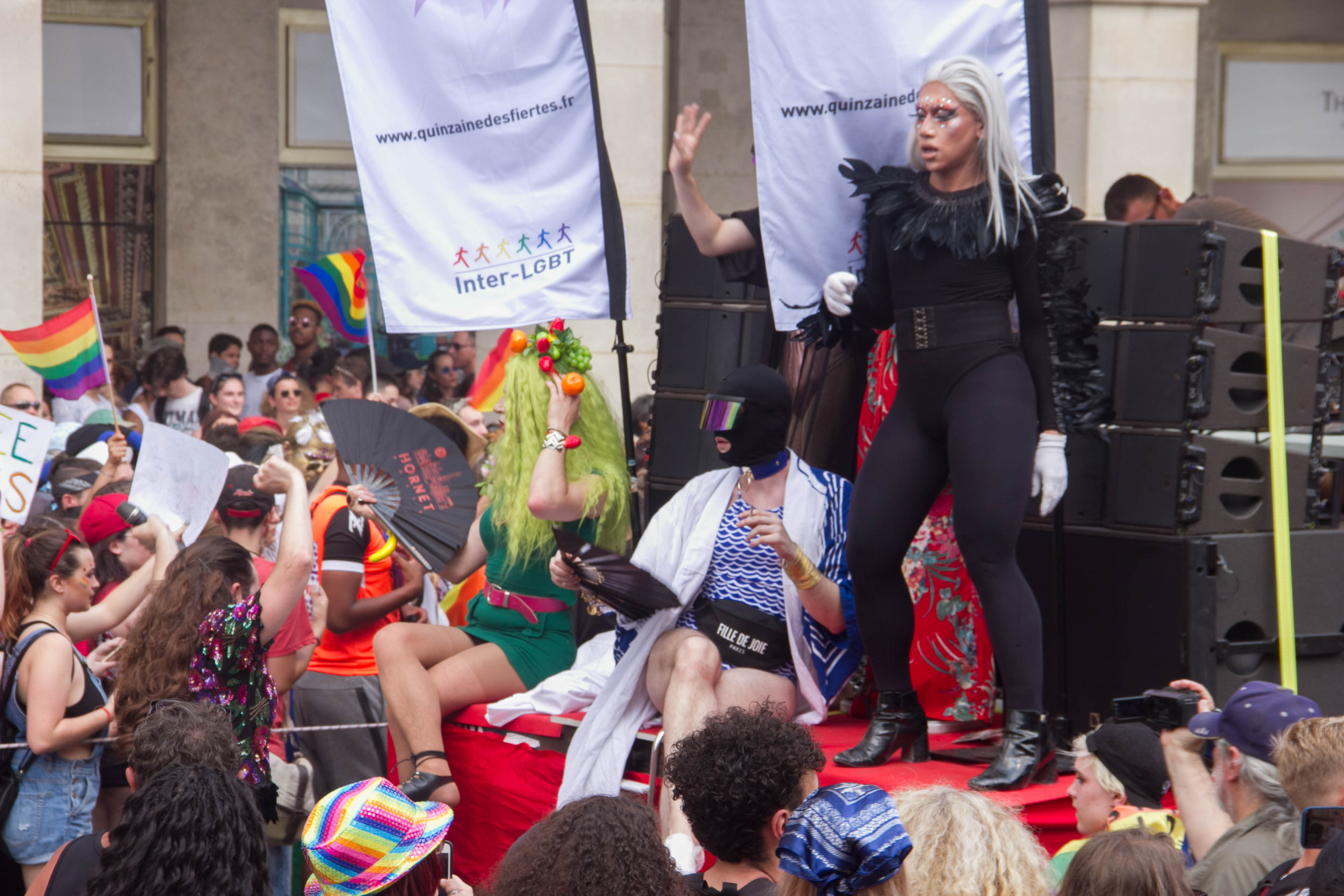
Drag queens à la marche des fiertés 2018 de Paris.

La marche des fiertés en France, aussi appelée la Pride ou anciennement la marche nationale pour les droits et libertés des homosexuels et des lesbiennes, marche des homos et des lesbiennes ou Gay Pride, désigne l'ensemble des marches des fiertés LGBT en France qui ont lieu chaque année, généralement au mois de juin, dans plusieurs grandes villes de France. L'expression peut parfois aussi désigner uniquement la marche des fiertés de Paris.
Après des participations aux manifestations du premier mai, la première marche gay et lesbienne est organisée en 1977 à Paris. Présente dans d'autres villes à partir de 1994, elle est le plus grand évènement LGBT en France et l'occasion pour toutes les communautés LGBT de se croiser.
À l'origine uniquement expression de revendications politiques radicales et de visibilité des personnes LGBT, sa massification s'est accompagnée d'une structuration associative, de revendications ciblées (PACS, mariage pour tous, adoption, ouverture de la procréation médicalement assistée aux couples lesbiens), d'affichage de soutien à la communauté LGBT de personnalités politiques, et d'évènements festifs.

## Histoire

### 1971-1981: décennie politique

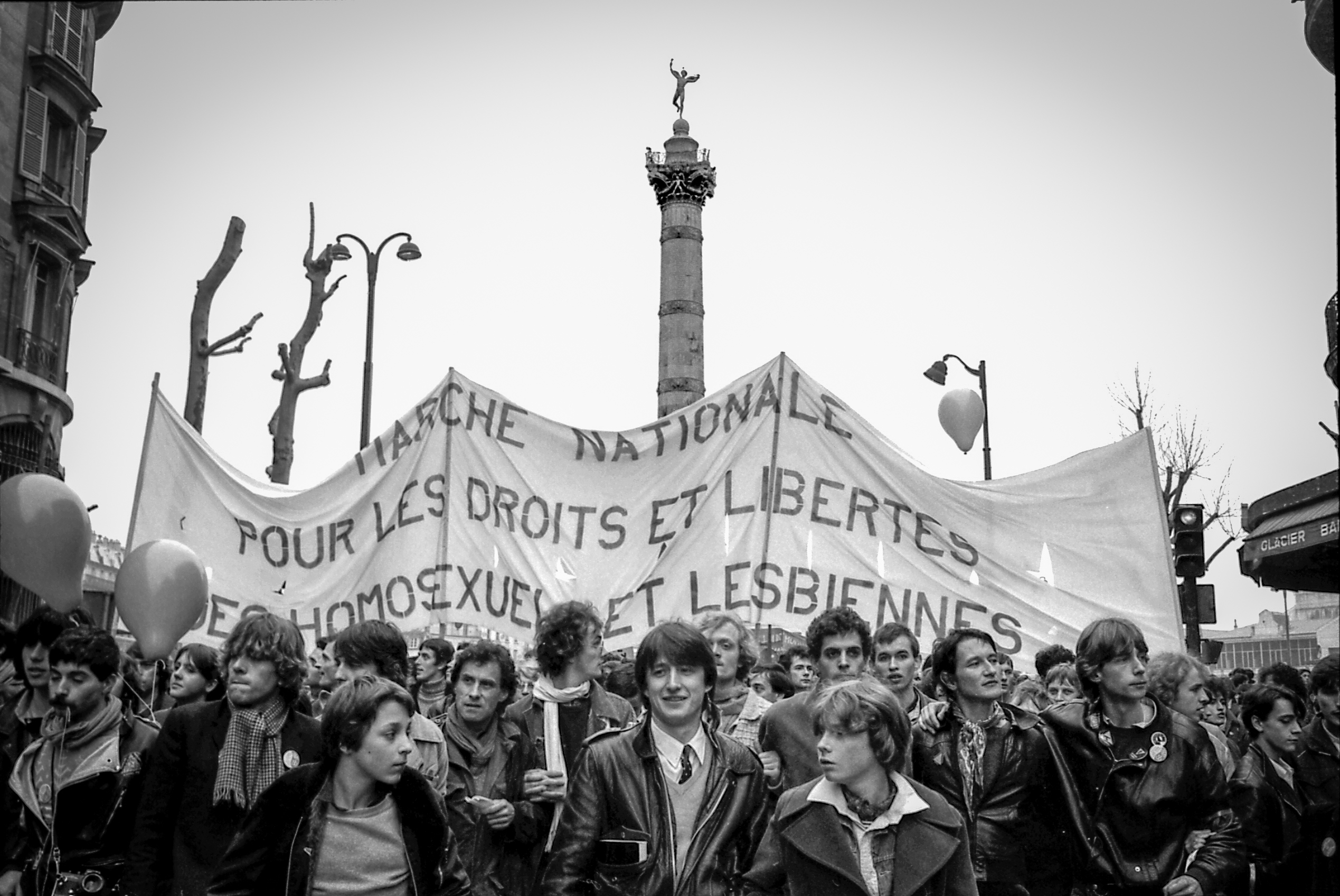
La première « Marche nationale pour les droits et les libertés des homosexuels et des lesbiennes », organisée le 4 avril 1981 à Paris par le Comité d'urgence anti-répression homosexuelle (CUARH).

Dans les années 1970 apparaissent les premières revendications gaies et lesbiennes dans les manifestations : si le Front homosexuel d'action révolutionnaire (FAHR) organise une célébration de la marche des fiertés de New York aux Tuileries en 1971, évènement qui aboutira à l'arrestation par la police de 4 militants, les actions, organisées par les Gouines Rouges, le FHAR, ou le MLG ont en majorité lieu au sein d'autres manifestations, en particulier le défilé du 1er mai, les évènements de la Journée internationale des femmes ou les manifestations écologiques. Ces disruptions, soutenues par les mouvements anarchistes, sont au contraire vivement critiquées par la CGT et le PCF, pour lequel il s'agit alors d'une « tradition étrangère à la classe ouvrière »,.
Deux axes de dissensions apparaissent : d'une part, les Gouines Rouges critiquent la surreprésentation masculine dans le FHAR ; d'autre part, Gouines Rouges comme d'autres homosexuels critiquent les actions des Gazolines, dont l'excentricité, le camp et la dérision sont accusés de tourner en ridicule femmes et personnes LGBT et ainsi de renforcer l'homophobie.
La première marche homosexuelle indépendante est organisée en 1977 par le Mouvement de libération des femmes (MLF) et le Groupe de libération homosexuelle (GLH) à Paris, de la place de la République à la place des Fêtes, et réunit 400 personnes, en majorité lesbiennes,. Deux autres marches sont organisées en 1979. La première, en mars, se focalise contre les religions, en particulier le christianisme et l'islam : le défilé part de Notre-Dame de Paris pour terminer à la grande mosquée de Paris, l'église Saint-Nicolas-du-Chardonnet est attaquée en marge du cortège et les slogans dénoncent l'imposition du port du tchador aux femmes iraniennes ainsi que la peine de mort pour les homosexuels iraniens. La seconde, en juin, est la première marche française à faire référence aux émeutes de Stonewall et réunit 800 personnes et marque la pérennisation de la marche des fiertés comme évènement LGBT annuel.
La marche de 1980, organisée à l’appel du Comité d'urgence anti-répression homosexuelle (CUARH), contre « les discriminations anti-homosexuelles », qui mobilise 700 personnes, inclut deux nouveautés : tout d'abord, ce ne sont pas uniquement les associations gaies et lesbiennes, fédérées au sein du Comité d'urgence anti-répression homosexuelle, qui défile, mais aussi l'extrême gauche et la Ligue des droits de l'Homme. Aussi, la marche porte pour la premières des revendications de réformes politiques concrètes.
La marche de 1981 est avancée au 4 avril pour permettre sa tenue avant l'élection présidentielle ; elle est la première manifestation massive, réunissant entre 10 000 et 15 000 personnes qui défilent entre la place Maubert et le parvis Beaubourg, et est la première à être mentionnée dans la presse généraliste, à savoir Libération ; sa notoriété est telle qu'elle est souvent retenue comme la première vraie marche des fiertés française et qu'elle permet la reconnaissance des personnes LGBT comme d'une force politique à part entière. Le candidat à l’élection présidentielle François Mitterrand, quelques jours après cette manifestation, s’engage et déclare : « Personnellement, je n’accepte pas que les attentats [à la pudeur] homosexuels soient réprimés plus sévèrement que les autres », engagement qu'il honorera l'année suivante.

### 1982-1992: vers une structuration complémentaire entre associations, médias et commerces
Si la présence médiatique augmente avec chaque marche, les reportages s'étonnent du maintien de celle-ci, considérant que les avancées apportées en 1981, à savoir la fin du fichage des homosexuels et l'unification de l'âge de la majorité sexuelles pour homo comme hétérosexuels étaient tout ce que la communauté LGBT pouvait réclamer. En 1983, l'organisation de la marche passe du CUARH à l'éphémère Comité homosexuel et lesbien pour l'organisation des états généraux de l'homosexualité (CHLOEG). Cette année marque le début de la présence d'établissements commerciaux dans la marche : journaux, radios et saunas, rejoints ensuite par les discothèques. Ceux-ci deviennent de plus en plus nombreux aux différentes marches des années 1980, au point que les militants trouvent que l'esprit initial de la marche n'est plus respecté ; la participation baisse, d'autant plus que l'épidémie de SIDA détourne les forces vives vers d'autres sujets que les manifestations. S'enchaînent alors à partir de 1986 à 1992 des manifestations festives et commerciales avec la participation de l'entrepreneur David Girard, dont l'activité commerçante se couple à une action militante sous-jacente : voir ces personnes dans les rues c'est aussi les reconnaître. Cette exubérance est aussi le contrepoint d’une désespérance forte de la communauté envers son avenir : entre 1982 et 1990, la recherche sur les thérapies contre le SIDA avance lentement. Les fêtes qui se déroulent dans certaines discothèques prolongent l’identité festive des marches où se manifeste, d’une manière démonstrative pour l'opinion publique, l'affirmation des différences entre homosexuels, travestis, bisexuels, « amis » hétérosexuels, etc.
Un sursaut militant, en réaction aux déclarations notamment sérophobes de l'homme politique d'extrême droite Jean-Marie Le Pen ainsi que la menace de l'interdiction du magazine Gai Pied par le ministre de l'Intérieur Charles Pasqua, permet à la marche de 1987, la première où participent des associations non parisiennes, de réunir à nouveau plusieurs milliers de manifestants. L'association Vaincre le sida est présente, et l'on peut y entendre des slogans comme « Nous avons été les premiers atteints et nous serons les premiers à mourir ». Mais l'année suivante, la marche est à nouveau peu suivie en raison de conflits entre associations et commerces ; ces dissensions sont ensuite résolues par une répartition des rôles des différents acteurs : les associations militantes sont là pour donner du sens à la marche et à en choisir le message ; les médias, à en faire la publicité ; enfin, le rôle des commerces est de fournir le financement. Cette participation monétaire s'enrichit à partir de 1991 de subventions du ministère de la Santé. Cette année, après une année 1990 qui n'avait vu que 1 500 manifestants défiler dans les rues de Paris, le collectif « Gay Pride » est formé. Réuni autour d'associations, de commerces et de journaux, son objectif est de redynamiser la manifestation. 6 000 personnes sont alors comptabilisées place de la Bastille, puis 5 000 autres en 1992 alors que la pluie est de la partie.

### 1993 à 2014: massification et présences politiques

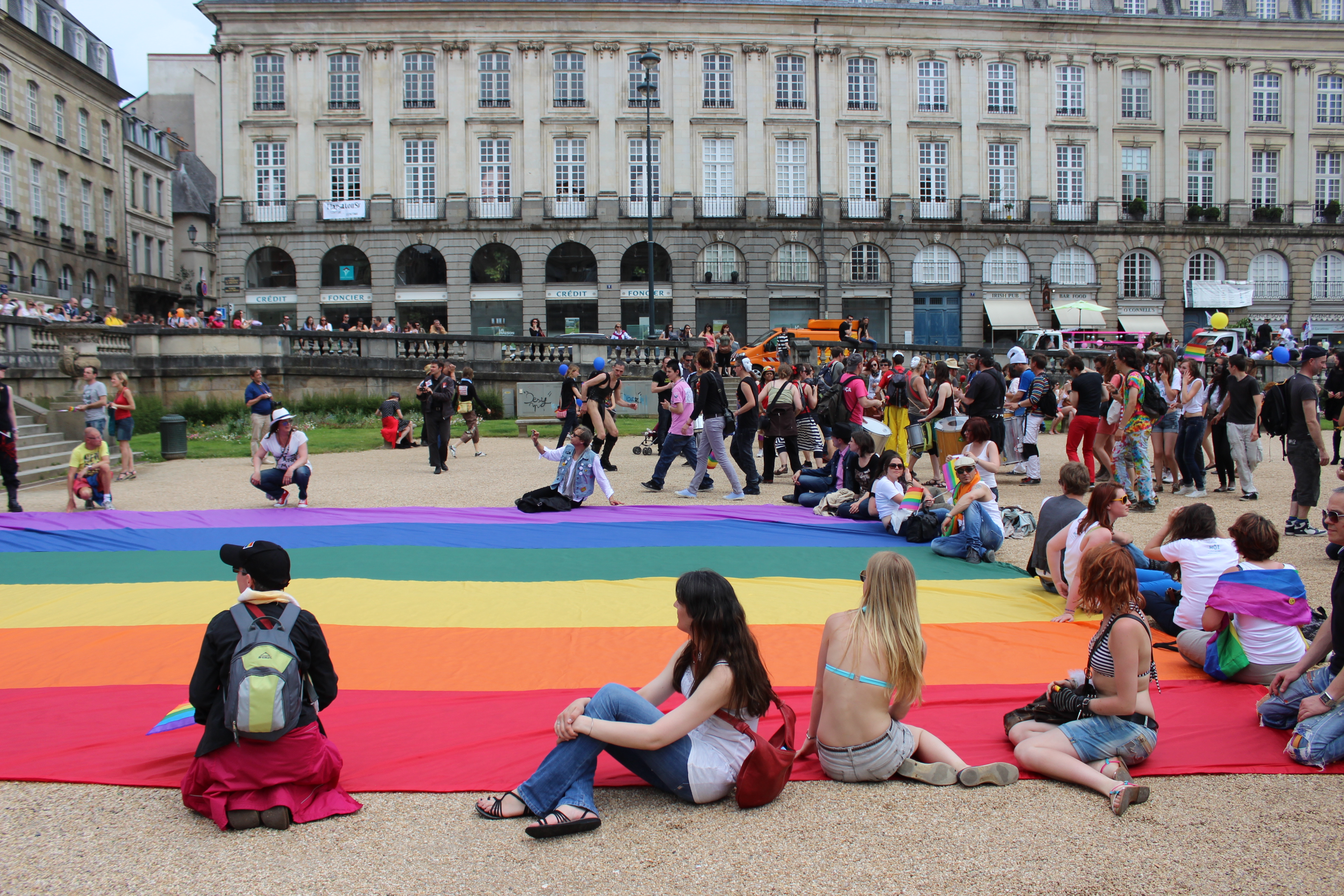
Marche des fiertés 2013 de Rennes.

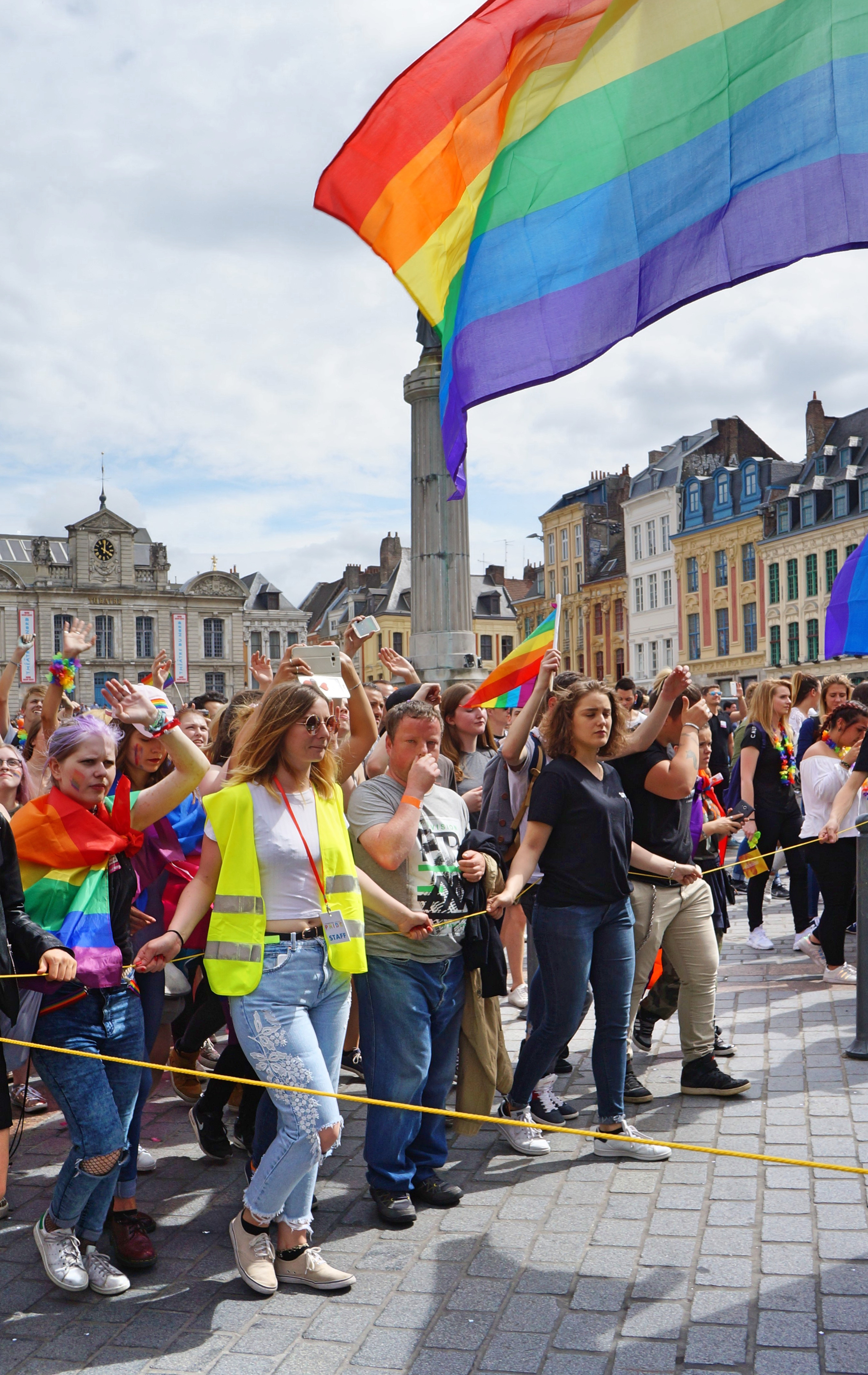
Marche des fiertés 2017 de Lille.

À partir de 1993, la marche des fiertés renoue avec les milliers de participants et participantes et donc avec une présence dans les médias nationaux : 10 000 manifestants défilent pour le projet de contrat de Solidarité (le partenariat enregistré). La lutte contre le VIH est très présente. Sa participation augmente d'année en année, au point de devenir en 1995 la manifestation la plus fréquentée, avec 80 000 personnes présentes. La « Gay Pride » devient alors « Lesbien & Gay Pride ». C'est aussi à partir de 1991 que des dissensions[Lesquelles ?] au niveau de l'organisation amènent Act-up à perturber le déroulement de la marche parisienne. Avec une lutte contre le sida plus forte que jamais, une partie des personnes LGBT commence à construire une véritable communauté, à l'image de ce qui peut se faire au Royaume-Uni ou aux Pays-Bas depuis des années. C'est en 1995 toujours qu'est fondé le collectif Interpride France, permettant de coordonner les défilés des différentes villes de France. Des marches hors de Paris commencent à s'organiser : Rennes et Marseille à partir de 1994, Nantes, Montpellier et Toulouse à partir de 1995, Lyon, Lille, Bordeaux et Cannes, de 1996, Nancy et Strasbourg, de 1997, Poitiers, Biarritz, Grenoble, Rouen et Angers en 2000, Caen en 2001, Metz en 2003, Nice et Saint-Denis la Réunion en 2004, Tours en 2006, Gourin et Laval en 2008, Avignon en 2009, Le Mans et Chartres en 2011, en 2012  à Auxerre, en 2013, à Chalon-sur-Saône, Dijon et Crest en 2014 à Arras.
À Paris, en 1996 120 000 personnes défilent puis sont invitées à une soirée officielle ayant lieu à Bercy. Celle-ci est un désastre financier : l'association Lesbian and Gay Pride de Paris est déficitaire de plus d'un million de francs (environ 150 000 €). Il est alors décidé une séparation entre la marche, gérée par l'association Lesbian & Gay Prides car il s'agit d'un enjeu politique, et la société SOFIGED qui va s'occuper des différentes soirées. L'association Lesbian and Gay Pride de Paris vend à la Sofiged les noms de « Gay Pride » et « Lesbian & Gay Pride ».
En 1997, Paris accueille l'Europride : 300 000 personnes de l'Europe entière défilent jusqu'à la place de la Bastille, réunies par la Lesbian & Gay Pride. Pour la première fois dans l'histoire des marches des fiertés, des entreprises et des marques (Avis, la SNCF, la RATP, Virgin Cola, Kronenbourg, Yves Saint Laurent, etc.) sponsorisent l'évènement. C'est une « révolution », illustrant l'émergence d'un marché économique spécifique. 40 000 personnes assistent au concert sur la pelouse de Reuilly qui clôt la manifestation. Plusieurs médias retransmettent l'évènement : Fun Radio, Voltage FM et MCM, Radio FG, etc.
Après une « faible » affluence en 1998 (120 000 manifestants), probablement liée au télescopage avec la tenue de la Coupe du monde de football, la marche de 1999 mobilise davantage : la participation, la dissémination de la marche et les résultats politiques, dont l'adoption du PACS, sont là. Mais l'association organisatrice, la Lesbian & Gay Pride de Paris, est dissoute à la suite de problèmes financiers en 1999 ; avant de dissoudre l'association, les responsable appellent les autres associations et il est mis en place le début d'une fédération ; ce regroupement d'associations devient alors en 2001 l'Inter-LGBT afin de prendre sa place. Le nom « Lesbian & Gay Pride » étant désormais déposé, la marche s'intitule alors « marche des fiertés lesbiennes, gaies, bi et trans ». De nombreuses villes de France proposent des défilés et/ou des activités fin juin-début juillet, et le défilé parisien grossit jusqu'à atteindre environ 700 000 personnes en 2006.
En 2013, Marseille accueille l'Europride, des festivités et évènements sont organisés pendant dix jours. L'année 2013 est marquée par l'adoption du mariage homosexuel (et la forte opposition à cette loi) : les marches de cette année, notamment celle de Paris, sont très politiques, avec la revendications de l'ouverture à la PMA pour tous les couples, qui n'est pas passée dans la loi.

### À partir de 2015: l'ère des marches multiples
Depuis 2015, d'autres marches sont lancées : Aix-en-Provence, Lamastre et Orléans, en 2018 à Clermont-Ferrand, en 2019 à Amiens, Valence, Saint-Denis, Annecy en 2021 à Arleset Troyes, en 2022 à Saint-Quentin, Périgueux, Pau et Limoges,, Saint-Étienne et en 2023 à Blois et Morlaix

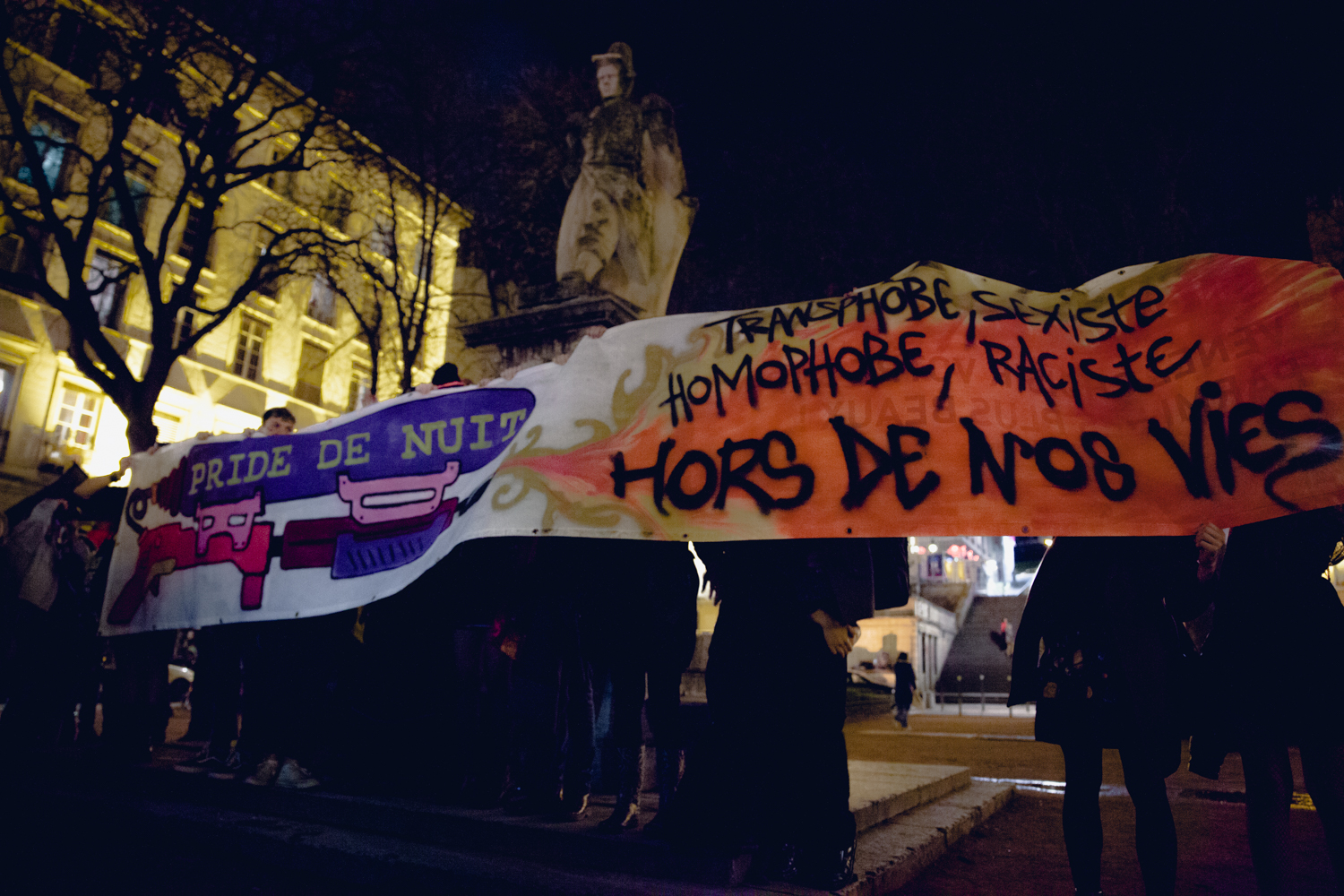
Pride de nuit 2018 de Lyon.

Si l'Inter-LGBT continue d'organiser les marches des fiertés « officielles », d'autres organisations proposent d'autres marches, avec la volonté de les rendre plus politiques et plus indépendantes du « capitalisme rose ». C'est ainsi que des Prides de nuit sont organisées, de 2015 à 2017 à Paris, de 2016 à 2018 à Toulouse, en 201̞8 à Lyon et à Nice. En 2020, à la suite du report de la marche des fiertés de l'Inter-LGBT en raison de la pandémie de Covid-19, une autre marche spontanée s'organise à la date habituelle. En 2021, c'est une contre-marche anti-raciste et anti-capitaliste qui est organisée une semaine avant la marche de l'Inter-LGBT.
En 2019, puis après la crise sanitaire, en 2022, une Pride des banlieues est organisée à Saint-Denis (Seine-Saint-Denis), « mouvement revendicatif des LGBTQI+ de quartiers populaires », les organisateurs demandant notamment de renforcer l'hébergement d'urgence et l'accès aux soins, car les personnes concernées « [subissent] souvent plus de précarité, et du racisme ».
En juillet 2022, le village de Chenevelles (dans le département de la Vienne) devient la première commune rurale en France à accueillir une Marche des fiertés.
Les marches de 2024 s'élancent dans un contexte où les atteintes envers les personnes LGBTQ+ ont augmenté de 13 % en 2023 et à la veille d'élections législatives anticipées pour lesquelles l'extrême droite peut l'emporter.

## Réception de la marche des fiertés

### Par les personnes LGBT

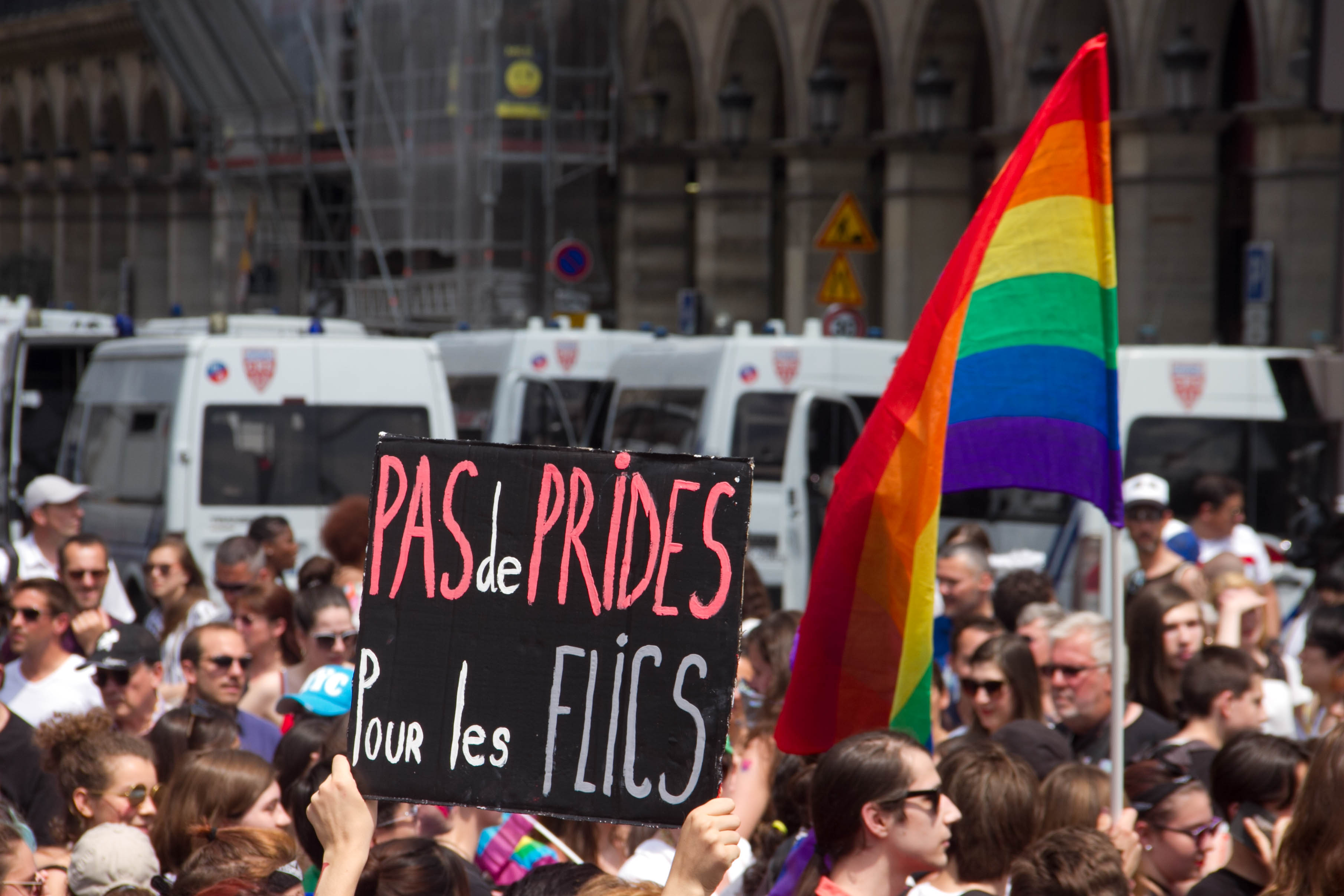
Pancarte contre la présence de policiers à la marche des fiertés, en 2018.

La marche des fiertés est un évènement très particulier pour les personnes LGBT de France, puisqu'elle est le seule jour de l'année où toutes les sous-communautés, sociales, politiques ou géographiques, souvent cloisonnées le reste de l'année, se croisent et se réunissent.
L'existence de marches parallèles s'explique par des divergences au sein de la communauté LGBT de ce que doit être, ou pas, une marche des fiertés.
Comme pour d'autres marches des fiertés dans le monde, notamment New York ou Toronto, la présence de policiers défilant en uniforme dans la marche est remise en cause, pour des raisons multiples. La première, historique, est que les marches des fiertés sont héritières des émeutes de Stonewall, qui étaient une protestation contre le harcèlement policier du bar gay Stonewall Inn. L'autre raison est une critique des positions du Flag ! (l'association LGBT des personnels du ministère de l'Intérieur) et de sa non-distanciation des pratiques policières qui affectent négativement une partie de la communauté LGBT de France : répression des mouvements sociaux, violence policière raciste, harcèlement policier des sans-papiers ou des travailleuses du sexe. En parallèle, le Flag ! refuse de participer à la marche des fiertés 2021, estimant que le trajet du parcours choisi par l'inter-LGBT met en danger les policiers.

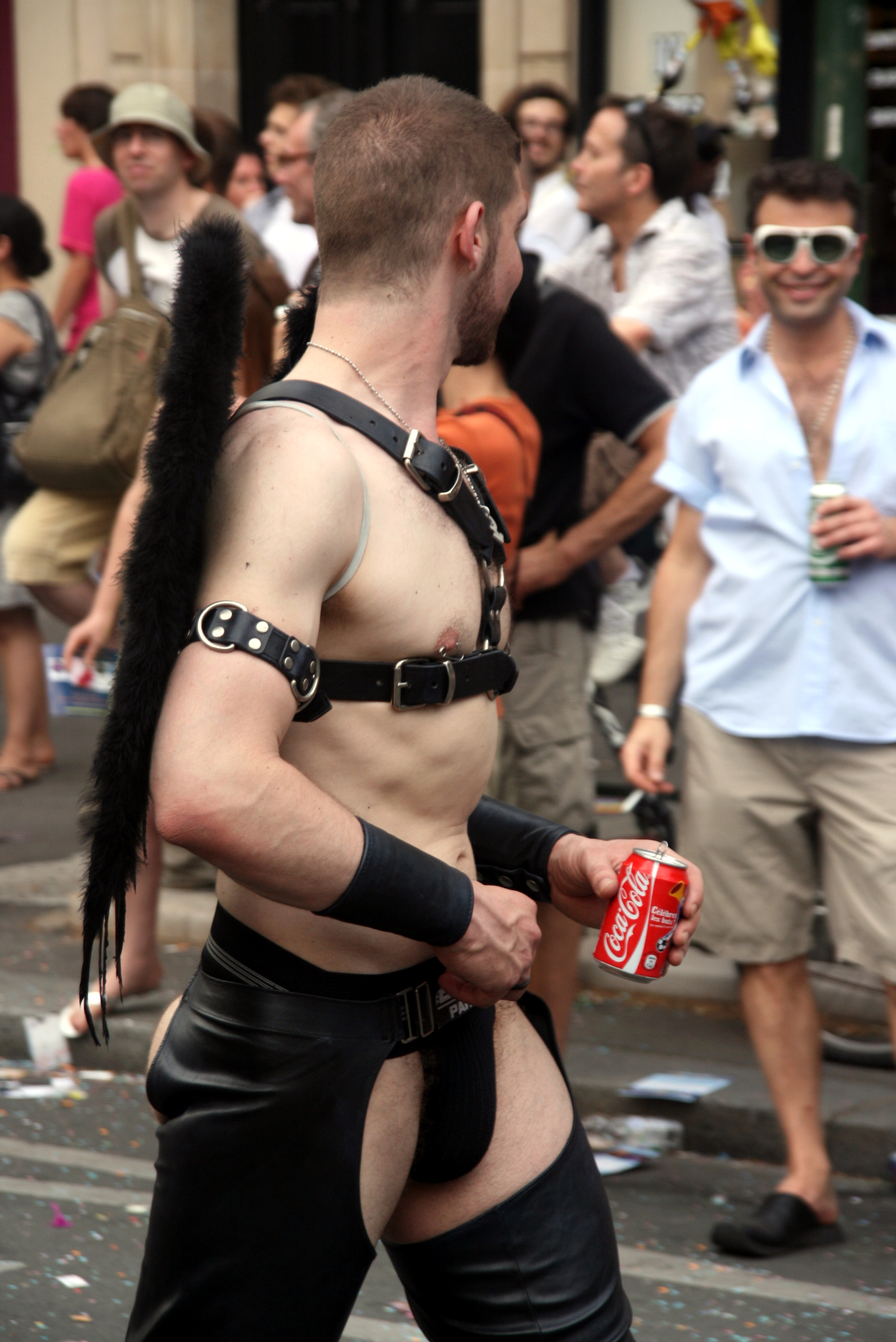
Homme en harnais et tenue cuir/latex à la marche des fiertés 2010 de Paris.

Un autre sujet de débat arrivé dans la fin des années 2010 est la présence de personnes en tenue fetish à la Pride. Les arguments avancés sont la mauvaise image que ces tenues donnent de la communauté LGBTI à un public hétérosexuel, et que la présentation de tenues sexualisées n'est pas approprié à l'espace public pouvant être fréquenté par des mineurs. Face à cela, leurs défenseurs avancent l'ancienneté de la présence des hommes en tenue cuir/latex, présence qui a d'ailleurs permis l'avancée des droits LGBT ; l'inutilité des politiques de respectabilité, c'est-à-dire de l'obligation pour la communauté LGBTI de se montrer acceptable à un regard hétérosexuel et au contraire la nécessité pour elle de s'en affranchir et enfin, la connotation homophobe de l'argument de protection des mineurs, argument déjà avancé contre l'ouverture de la procréation médicalement assistée aux couples lesbiens ou l'adoption des couples de même sexe.

## Autres marches LGBT en France
En 1981 est organisée la première marche lesbienne en France à l'initiative des lesbiennes de Jussieu. Si d'autres manifestations sont organisées ensuite dans les années 1990 et 2000, elles sont peu suivies ; il faut attendre 2021 pour retrouver une manifestation massive, revendiquant en particulier l'ouverture de la procréation médicalement assistée aux couples lesbiens.
Créée en 1997, l'Existrans, devenue en 2019 l'ExisTransInter, est une marche organisée à Paris portant les revendications des personnes trans et intersexes, en particulier la dépsychiatrisation et la gratuité du parcours de transition et la fin des opérations chirurgicales de réassignation sexuelle sur les enfants intersexes.

## Quinzaine des fiertés
À partir de 2016 à Paris, l'Inter-LGBT insère la marche des fiertés dans un évènement plus large, la quinzaine des fiertés, qui comprend, outre la marche en elle-même, des conférences, expositions, ateliers, projections, spectacle, et temps d'échanges. Le format essaime ensuite dans le reste de la France, notamment à Faches-Thumesnil, La Rochelle, Rouen, Valence, Grenoble, Bordeaux ou Lyon.